# Ceratina rhodura
Ceratina rhodura är en biart som beskrevs av Cockerell 1937. Ceratina rhodura ingår i släktet märgbin, och familjen långtungebin. Inga underarter finns listade i Catalogue of Life.